# Widerstandsnetzwerk

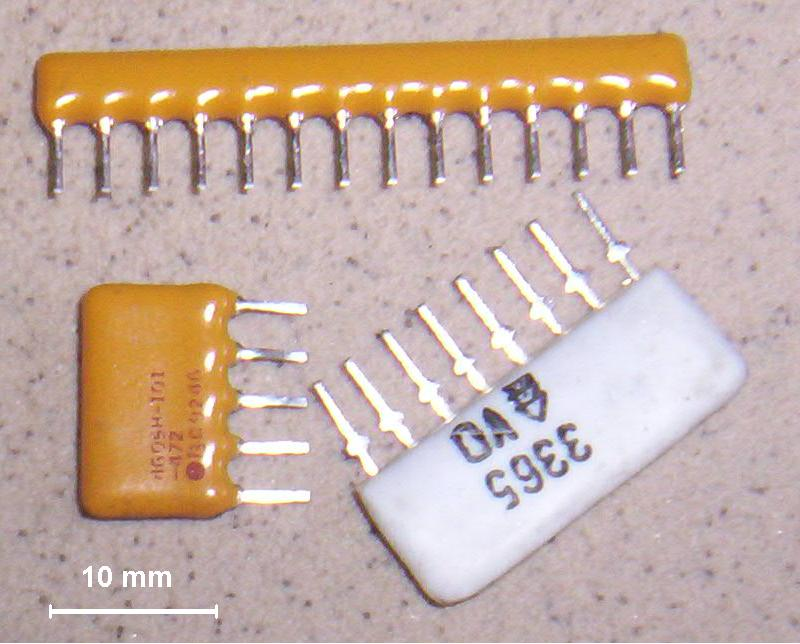
Widerstandsnetzwerke bzw. -arrays in Dünnschichttechnik in SIP-Gehäusebauform

Zwei Varianten interner Verdrahtungen

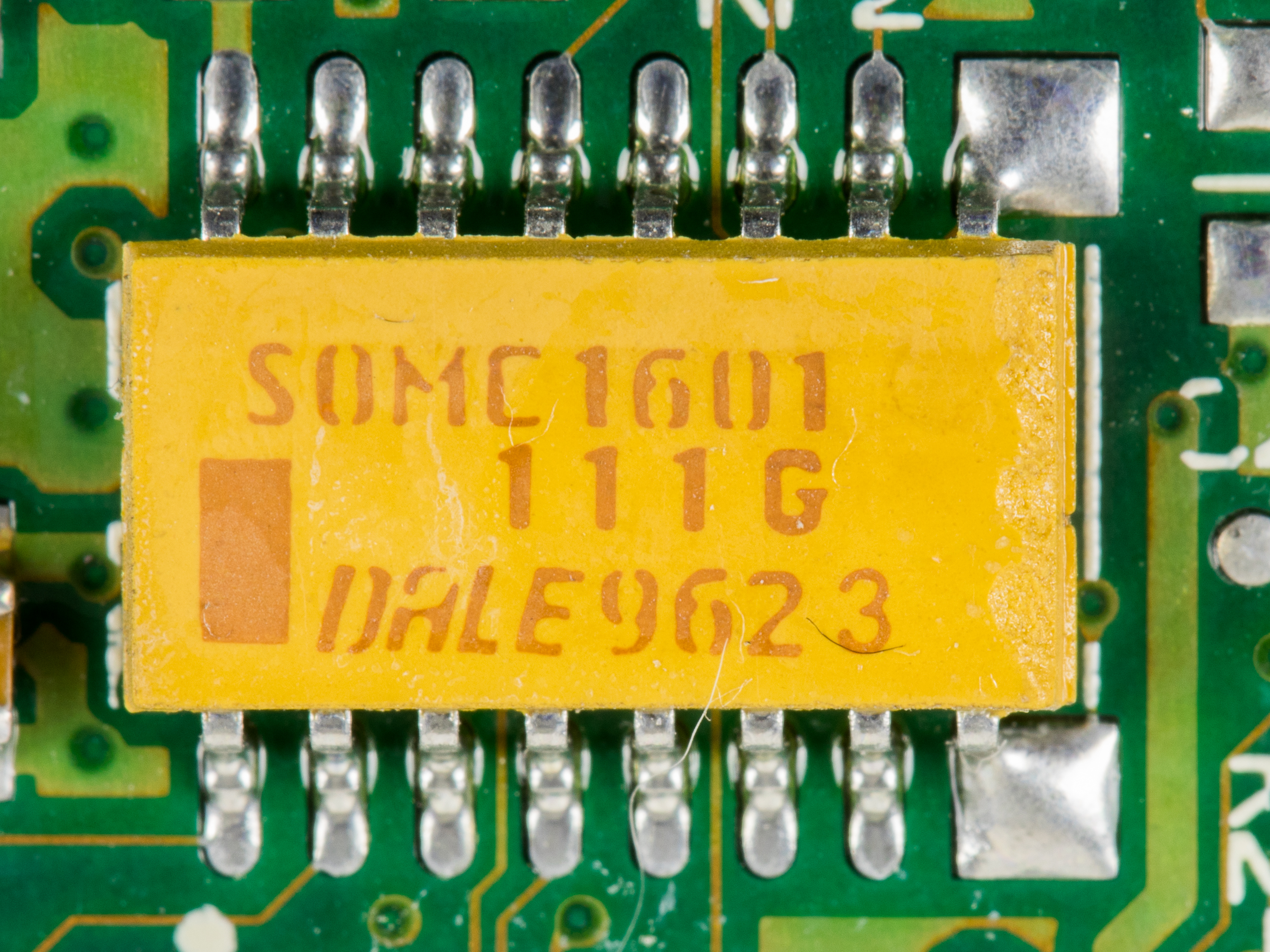
Widerstandsnetzwerk im SO16W-Gehäuse

In einem Widerstandsnetzwerk (auch Widerstandsarray genannt) befinden sich mehrere Widerstände gleichzeitig und werden meist in Dünnschichttechnik gefertigt. Sie werden als elektronische Bauteile auf Leiterplatten in elektronischen Baugruppen verwendet, um die Anzahl der Bauteile zu reduzieren oder auch, um preiswerte und anwenderspezifische Präzisionswiderstände bereitzustellen. Dünnschicht-Widerstandsnetzwerke werden dazu oft mit einem Elektronenstrahl abgeglichen.
Eine spezielle Form der internen Verdrahtung bildet das R2R-Netzwerk.